# Линейный непрерывный оператор
Линейный непрерывный оператор {\displaystyle A:X\rightarrow Y}, действующий из линейного топологического пространства X в линейное топологическое пространство Y — это линейное отображение из X в Y, обладающее свойством непрерывности.
Термин «линейный непрерывный оператор» обычно употребляют в случае, когда Y многомерно. Если Y одномерно, т.е. совпадает с самими полем ({\displaystyle \mathbb {R} } или {\displaystyle \mathbb {C} }), то принято использовать термин линейный непрерывный функционал. Множество всех линейных непрерывных операторов из X в Y обозначается {\displaystyle L(X,Y)}.
В теории нормированных пространств линейные непрерывные операторы более известны как ограниченные линейные по нижеизложенной причине. Теория линейных непрерывных операторов играет важную роль в функциональном анализе, математической физике и вычислительной математике.

## Свойства
- Если X конечномерно, то любой линейный оператор непрерывен.
- Непрерывность линейного оператора в нуле равносильна его непрерывности в любой другой точке (и, следовательно, во всём X).
- Для нормированных пространств условия непрерывности и ограниченности (т.е. конечности операторной нормы) равносильны.[2]. В общем случае из непрерывности линейного оператора следует ограниченность, но обратное верно не всегда.
- Если X и Y — банаховы пространства, и образ оператора {\displaystyle A\in L(X,Y)} совпадает с пространством Y, то существует обратный оператор {\displaystyle A^{-1}\in L(Y,X)} (т.н. теорема об обратном операторе).
- Множество всех линейных непрерывных операторов из X в Y само является линейным топологическим пространством. Если X и Y нормированы, то {\displaystyle L(X,Y)} также нормировано операторной нормой. Если Y — банахово, то и {\displaystyle L(X,Y)} является таковым, независимо от полноты X.

Свойства линейного непрерывного оператора сильно зависят от свойств пространств X и Y. Например, если X — конечномерное пространство, то оператор {\displaystyle A\in L(X,Y)} будет вполне непрерывным оператором, область его значений {\displaystyle R(A)} будет конечномерным линейным подпространством, и каждый такой оператор можно представить в виде матрицы.

## Непрерывность и сходящиеся последовательности
Линейный оператор {\displaystyle A:X\rightarrow Y}, действующий из линейного топологического пространства X в линейное топологическое пространство Y, непрерывен тогда и только тогда, когда для любой последовательности {\displaystyle \{x_{n}\}} точек X, из {\displaystyle x_{n}\rightarrow x_{0}} следует {\displaystyle Ax_{n}\rightarrow Ax_{0}}.
Пусть ряд {\displaystyle \sum \limits _{n=1}^{\infty }x_{n}=s} сходится и {\displaystyle A:X\rightarrow Y} — линейный непрерывный оператор. Тогда справедливо равенство
{\displaystyle \sum \limits _{n=1}^{\infty }Ax_{n}=As}.
Это означает, что к сходящимся рядам в линейных топологических пространствах непрерывный линейный оператор можно применять почленно.
Если X, Y — банаховы пространства, то непрерывный оператор переводит каждую слабо сходящуюся последовательность в слабо сходящуюся:
если {\displaystyle x_{n}\to x} слабо, то {\displaystyle Ax_{n}\to Ax} слабо.

## Связанные определения
- Линейный оператор называется ограниченным снизу, если {\displaystyle \exists k>0,\forall x\in X,\|Ax\|\geq k\|x\|}.